# Ivana Franka, Drohobîci
Nahujevîcî (în ucraineană Нагуєвичі) este o comună în raionul Drohobîci, regiunea Liov, Ucraina, formată numai din satul de reședință.

## Demografie
Componența lingvistică a comunei Ivana Franka
     Ucraineană (99,4%)
     Alte limbi (0,56%)
Conform recensământului din 2001, majoritatea populației comunei Ivana Franka era vorbitoare de ucraineană (99,4%), existând în minoritate și vorbitori de alte limbi.